# Najas arguta
Najas arguta är en dybladsväxtart som beskrevs av Carl Sigismund Kunth. Najas arguta ingår i släktet najasar, och familjen dybladsväxter.

## Underarter
Arten delas in i följande underarter:
- N. a. arguta
- N. a. podostemon